# Alexander Zalmanov
Alexander Zalmanov (russisch Абрам (Александр) Соломонович Залманов), geborener Abram Solomonowitsch Zalmanow, auch Alexandre Salmanoff (* 8. Junijul. / 20. Juni 1875greg. in Homel; † 24. Januar 1964 in Paris, Frankreich), war ein russischer und französischer Arzt, Gerontologe. 
Abram Solomonowitsch Zalmanov wurde am 20. Juni 1875 in Homel in der Familie eines Lehrers der jüdischen Schule von Homel Solomon Danilowitsch Zalmanov geboren. Bei der Taufe erhielt der Name Alexander. 1893 absolvierte er das Gymnasium mit einer Goldmedaille und trat in die Moskauer Universität an der medizinischen Fakultät ein. Im vierten Jahr wechselte er an die juristische Fakultät und besuchte gleichzeitig Vorträge über die Geschichte, die der Historiker Kljutschewski hielt. Nach dem allrussischen Studentenstreik im Jahr 1899 wurde er unter seinen Organisatoren festgenommen und von der Universität ausgeschlossen. Er absolvierte medizinische Fakultät der Universität Heidelberg. Er arbeitete als Assistent eines Neuropathologen, Professor W. Erb in Heidelberg, und wurde dann Direktor eines Kurkrankenhauses in Nervi.
In 1914 kehrte Zalmanov mit dem Ausbruch des Ersten Weltkriegs nach Moskau zurück, wurde zum General des medizinischen Dienstes berufen und diente an der Front unter Białystok als Chef von Lazarettzügen und als Chirurg. Er war später Chefarzt der Soldatenkrankenhäuser in Moskau.
Zusammen mit Professor Sysin gab er eine medizinische Zeitschrift heraus, die sich mit klinischen Beobachtungen militärischer Wunden befasste. 
Im August 1918 wurde Zalmanov zum ersten Chef der Hauptkurverwaltung und gleichzeitig zum Leiter der staatlichen Kommission für den Kampf gegen Tuberkulose ernannt.
1921 reiste er nach Europa für Weiterbildung und die Verbesserung der Entwicklung der Kur-Forschung. Er blieb in Europa und kehrte nicht nach Russland zurück.
Zalmanov starb am 24. Januar 1965 in Paris und wurde auf dem Friedhof in L’Étang-la-Ville begraben.

## Veröffentlichungen
- Alexandre Salmanoff. Secrets et sagesse du corps., Paris: La Table ronde, 1958. 
  - Alexandre Salmanoff. Geheimnisvolle Weisheit des Leibes., Ulm/Donau: Haug, 1961.
- Alexandre Salmanoff. Le Miracle de la vie., Paris: La Table ronde, 1960.
- Alexandre Salmanoff. Les Mille chemins de la guérison. De la cellule au soleil., Paris: La Table ronde, 1965.